# Antonio García-Moreno
Antonio García-Moreno García-Moreno (Almendralejo, Badajoz, 10 de septiembre de 1932-Pamplona, 23 de marzo de 2020) fue un teólogo, exégeta y jurista español. Profesor de Sagrada Escritura en las Universidades de Extremadura y Navarra.

## Biografía
Tras licenciarse en Derecho Civil en la Universidad de Sevilla (1957), ingresó en el Seminario de Badajoz y se ordenó sacerdote el 19 de marzo de 1961.
Seguidamente, completó su formación en Roma, donde realizó los estudios de licenciatura en Sagrada Escritura en el Pontificio Instituto Bíblico (1964). En Roma, conoció y trató a Josemaría Escrivá, fundador del Opus Dei, cuya espiritualidad influyó notablemente en su vida y en su ministerio de sacerdote diocesano. Años después pasó varias temporadas de trabajo investigando en Roma, acogido por la Iglesia Nacional Española de Santiago y Montserrat, que explican en parte su amplia producción científica.
De regreso a España, e incardinado en la archidiócesis de Mérida-Badajoz, fue nombrado prefecto de Humanidades en el Seminario Metropolitano de Mérida-Badajoz (1964-1965), prefecto de Teología en el mismo centro (1965-1968) y coadjutor de la parroquia pacense de San Fernando y Santa Isabel (1968-1978). En esa época hizo el doctorado en Teología en la Pontificia Universidad Gregoriana (1970) y recibió el renuntiatus doctor en Sagrada Teología (1978). Posteriormente fue nombrado Canónigo Lectoral de la Catedral Metropolitana de San Juan Bautista de Badajoz (1978), profesor de Sagrada Escritura del Seminario de Badajoz y profesor en la Universidad de Extremadura.
En 1971 se trasladó a Pamplona, donde vivió hasta su fallecimiento. En la capital navarra, fue profesor asociado de exégesis del Nuevo Testamento en la Facultad de Teología de la Universidad de Navarra. También fue profesor asociado de la Pontificia Universidad de la Santa Cruz.
Colaboró con la Delegación de Medios de Comunicación de la Conferencia Episcopal Española, a través de la programación de la cadena Cope, con la revista Mundo Cristiano, el diario Hoy o el ABC.
Aprovechó su profundo conocimiento de la Sagrada Escritura para hacer de guía en diversos viajes a Tierra Santa, adonde acudió también como peregrino. Con el material utilizado allí, que incluía fotografías y textos propios, realizó dos cedés: “Tierra Santa” y “Cristo en su tierra”.
Falleció a causa del COVID-19, siendo una de las víctimas mortales de la pandemia de coronavirus en España.

## Publicaciones
Publicó varios libros sobre las Sagradas Escrituras, entre los que destacan “Tu palabra me da vida”, tres volúmenes sobre el evangelio de San Juan, en donde se recogen un conjunto de homilías para cada ciclo litúrgico.

### Libro homenaje
- Chapa, Juan (ed.), Signum et testimonium: Estudios ofrecidos en honor del profesor García Moreno, Pamplona, Eunsa, 2003, 344 pp.